# Albvorland bei Mössingen und Reutlingen
Das FFH-Gebiet Albvorland bei Mössingen und Reutlingen liegt im zentralen Baden-Württemberg und ist Bestandteil des europäischen Schutzgebietsnetzes Natura 2000. Es wurde 2015 durch Zusammenlegung der zwei bereits bestehenden FFH-Gebiete Albvorland bei Mössingen sowie Mittleres Albvorland bei Reutlingen zur Ausweisung vorgeschlagen und durch Verordnung des Regierungspräsidiums Tübingen vom 5. November 2018 (in Kraft getreten am 11. Januar 2019), ausgewiesen.

## Lage
Das rund 3168 Hektar (ha) große Schutzgebiet Albvorland bei Mössingen und Reutlingen liegt in den Naturräumen Mittleres Albvorland, Schönbuch und Glemswald, Südwestliches Albvorland und Mittlere Flächenalb. Die 18 Teilgebiete befinden sich in den Gemeinden Hechingen (Zollernalbkreis), Bodelshausen, Dußlingen, Gomaringen, Mössingen, Nehren und Ofterdingen (alle Landkreis Tübingen), Eningen unter Achalm, Metzingen, Pfullingen, Pliezhausen, Reutlingen und Riederich (alle Landkreis Reutlingen) und Neckartenzlingen (Landkreis Esslingen).

## Beschreibung
Der Landschaftscharakter des Schutzgebiets wird im Wesentlichen durch die Kulturlandschaft des dicht besiedelten mittleren Albvorlands geprägt. In den tieferen Lagen bestimmen magere Wiesen und Streuobstwiesen die Landschaft, die höheren Lagen sind zumeist bewaldet.

## Schutzzweck

### Lebensraumtypen
Folgende Lebensraumtypen nach Anhang I der FFH-Richtlinie kommen im Gebiet vor:
| EU Code | * | Lebensraumtyp (offizielle Bezeichnung)                                                                                             | Kurzbezeichnung                              |
| ------- | - | --- | -------------------------------------------- |
| 3150    |   | Natürliche eutrophe Seen mit einer Vegetation des Magnopotamions oder Hydrocharitions                                              | Natürliche nährstoffreiche Seen              |
| 3260    |   | Flüsse der planaren bis montanen Stufe mit Vegetation des Ranunculion fluitantis und des Callitricho-Batrachion                    | Fließgewässer mit flutender Wasservegetation |
| 6110    | * | Lückige basophile oder Kakl-Pionierrasen (Alysso-Sedion albi)                                                                      | Kalk-Pionierrasen                            |
| 6210    |   | Naturnahe Kalk-Trockenrasen und deren Verbuschungsstadien (Festuco-Brometalia) (*besondere Bestände mit bemerkenswerten Orchideen) | Kalk-Magerrasen – orchideenreiche Bestände*  |
| 6230    | * | Artenreiche montane Borstgrasrasen (und submontan auf dem europäischen Festland) auf Silikatböden                                  | Artenreiche Borstgrasrasen                   |
| 6430    |   | Feuchte Hochstaudenfluren der planaren und montanen bis alpinen Stufe                                                              | Feuchte Hochstaudenfluren                    |
| 6510    |   | Magere Flachland-Mähwiesen (Alopecurus pratensis, Sanguisorba officinalis)                                                         | Magere Flachland-Mähwiesen                   |
| 7220    | * | Kalktuffquellen (Cratoneurion) | Kalktuffquellen                              |
| 7230    |   | Kalkreiche Niedermoore | Kalkreiche Niedermoore                       |
| 8210    |   | Kalkfelsen mit Felsspaltenvegetation                                                                                               | Kalkfelsen mit Felsspaltenvegetation         |
| 9130    |   | Waldmeister-Buchenwald (Asperulo-Fagetum)                                                                                          | Waldmeister-Buchenwald                       |
| 9150    |   | Mitteleuropäischer Orchideen-Kalk-Buchenwald (Cephalanthero-Fagion)                                                                | Orchideen-Buchenwälder                       |
| 9160    |   | Subatlantischer oder mitteleuropäischer Stieleichenwald oder Eichen-Hainbuchenwald (Carpinion betuli)                              | Sternmieren-Eichen-Hainbuchenwald            |
| 9180    | * | Schlucht- und Hangmischwälder (Tilio-Acerion)                                                                                      | Schlucht- und Hangmischwälder                |
| 91E0    | * | Auen-Wälder mit Alnus glutinosa und Fraxinus excelsior (Alno-Padion, Alnion incanae, Salicion albae)                               | Auenwälder mit Erle, Esche, Weide            |

### Arteninventar
Folgende Arten von gemeinschaftlichem Interesse kommen im Gebiet vor:
| Bild                | EU Code | * | Art                 | wissenschaftlicher Name     | Artengruppe           |
| ------------------- | ------- | - | ------------------- | --------------------------- | --------------------- |
| Hirschkäfer         | 1083    |   | Hirschkäfer         | Lucanus cervus              | Käfer                 |
| Eremit              | 1084    | * | Eremit              | Osmoderma eremita           | Käfer                 |
| Alpenbock           | 1087    |   | Alpenbock           | Rosalia alpina              | Käfer                 |
| Steinkrebs          | 1093    | * | Steinkrebs          | Austropotamobius torrentium | Krebse                |
| Groppe              | 1163    |   | Groppe              | Cottus gobio                | Fische und Rundmäuler |
| Gelbbauchunke       | 1193    |   | Gelbbauchunke       | Bombina variegata           | Amphibien             |
| Bechsteinfledermaus | 1323    |   | Bechsteinfledermaus | Myotis bechsteinii          | Säugetiere            |
| Großes Mausohr      | 1324    |   | Großes Mausohr      | Myotis myotis               | Säugetiere            |
| Grünes Besenmoos    | 1381    |   | Grünes Besenmoos    | Dicranum viride             | Moose                 |
| Dicke Trespe        | 1882    |   | Dicke Trespe        | Bromus grossus              | Pflanzen              |

### Zusammenhängende Schutzgebiete
Folgende Naturschutzgebiete sind Bestandteil des FFH-Gebiets:
- Bergrutsch am Hirschkopf
- Wagenhals
- Altwiesen
- Bei der Olgahöhe
- Listhof

die südlichste Teilfläche liegt zudem im Vogelschutzgebiet Südwestalb und Oberes Donautal.